# Амет, Мелек
Мелек Амет (рум. Melek Amet; 4 октября 1960 — 22 мая 2008, Бухарест) — румынская фотомодель крымскотатарского происхождения.

## Биография
Родилась 4 октября 1960 году в Бухаресте в семье бывшего преуспевающего торговца из Меджидии Джемаля Сейидгана, который до установления коммунистической власти в Румынии был знатным землевладельцем жудеца Констанца. Тем не менее прошлое отца не помешало девушке стать первой фотомоделью Румынии татарского происхождения, а также быть востребованной до 1989 года.
Работала в ведущих румынских журналах, в частности, в журнале Modern. Наряду с Илинкой Влад, Евгенией Энчу, Родикой Протасиевич, Романитой Йован, Джанин и Каталин Ботезату были в списка золотого поколения моделей Румынии. Она гастролировала со Стелой Попеску, Александру Аршинелом и Ромикой Пучану. Представляла эксклюзивные коллекции Центральному комитету Румынской коммунистической партии, дипломатическому корпусу и посольствам, а также получила известность своими громкими связями, во многом именно поэтому она считалась одной из самых популярных моделей в СРР. По воспоминаниям современников, она была очень трудолюбивой и всегда готовой прийти на помощь. 
После десяти лет успешной карьеры с 1981 по 1992 год работала в сфере международных перевозок, продавала безалкогольные напитки, автомобили, шоколад и платья. Но не бросила модельный бизнес, основав агентство Blu Models. Имела карьеру на телевидении.
В 2006 году у Мелек был диагностирован рак яичника, и она перенесла операцию. В 2008 году болезнь повторилась, и в конечном итоге она проиграла борьбу.
Скончалась 22 мая 2008 года и покоится на мусульманском кладбище Генча в Бухаресте.

## Личная жизнь
Была замужем за Мирчей Трофином, сыном бывшего политика-коммуниста Вирджила Трофина. А затем имела отношения с Сергеем Мокану, бывшим администратором Демократической партии. Мирча Трофин познакомил её с Зиной Думитреску из Venus Fashion House, где она начала свою модельную карьеру.